# 新佩特利基夫齊
49°9′51″N 25°27′38″E / 49.16417°N 25.46056°E
新佩特利基夫齊（烏克蘭語：Нові Петликівці），是烏克蘭的村落，位於該國西部捷爾諾波爾州，由喬爾特基夫區負責管轄，始建於1806年，面積2.43平方公里，2001年人口666，人口密度每平方公里274.1人。